# Álvaro Julio Beyra Luarca
Álvaro Julio Beyra Luarca (Camagüey, Cuba, 27 de mayo de 1945) es un obispo católico cubano.
Cuando era joven, al descubrir su vocación religiosa ingresó en el seminario diocesano y tras realizar su formación eclesiástica, filosófica y teológica fue ordenado sacerdote el día 14 de julio de 1968 para su diócesis natal.  
Tras varios años ejerciendo su ministerio pastoral, el 9 de julio de 2007 ascendió al episcopado, cuando el papa Benedicto XVI le nombró como nuevo y segundo obispo de la diócesis del Santísimo Salvador de Bayamo-Manzanillo situada en la ciudad de Bayamo.
El 25 de agosto de ese mismo año, recibió la consagración episcopal a manos de su predecesor en el cargo y actual arzobispo Metropolitano de Santiago de Cuba Dionisio García Ibáñez como consagrante principal; y como co-consagrantes tuvo al arzobispo de Camagüey Juan García Rodríguez y al cardenal-arzobispo de San Cristóbal de La Habana Jaime Ortega Alamino.